# Verant Interactive
Verant Interactive är ett amerikanskt spelutvecklingsföretag som utvecklade EverQuest och Planetside. Företaget grundades med Sony Online Entertainment som huvudägare och SOE köpte upp hela företaget när arbetet med Star Wars Galaxies och EverQuest II skulle påbörjas.